# Amsterdamse Joffers

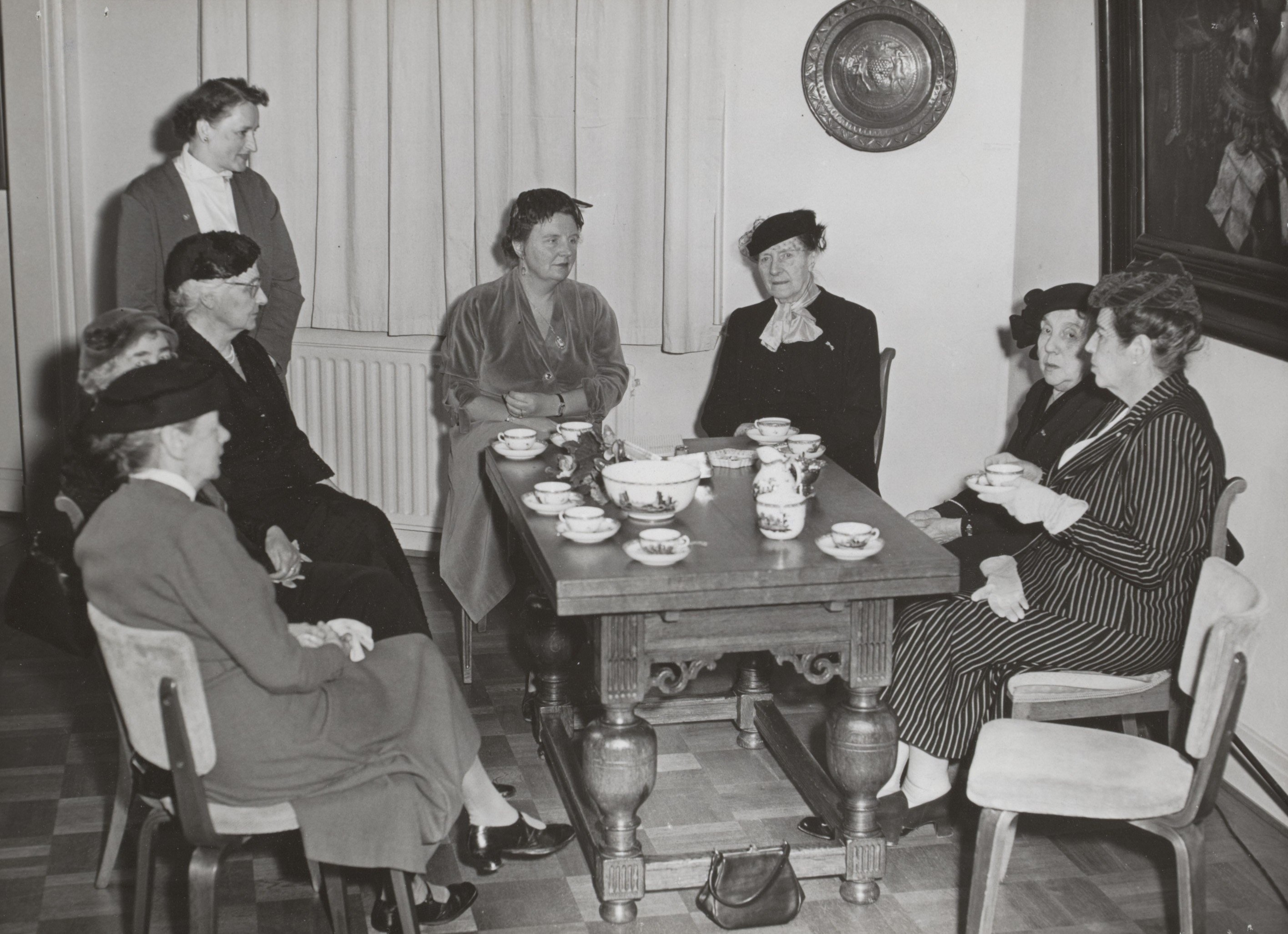
Koningin Juliana en de Amsterdamse Joffers in Gemeentemuseum Arnhem. Van links naar rechts: Coba Surie, Lizzy Ansingh, Jo Bauer, Jannet Cochius, koningin Juliana, Marie van Regteren Altena, Coba Ritsema en Betsy Westendorp

De Amsterdamse Joffers is de aanduiding voor een groep kunstenaressen die aan het eind van de 19e eeuw studeerden aan de Rijksakademie van beeldende kunsten in Amsterdam. De schilderessen raakten bevriend en exposeerden samen.

## Geschiedenis
Tot de Amsterdamse Joffers behoorden Lizzy Ansingh, Marie van Regteren Altena, Coba Ritsema, Ans van den Berg, Jacoba Surie, Nelly Bodenheim, Betsy Westendorp-Osieck en Jo Bauer-Stumpff. Een aantal van hen had les van professor August Allebé.
Het was de kunstcriticus Albert Plasschaert (1874-1941) die in 1912 de term Amsterdamse Joffers voor het eerst gebruikte in een tijdschriftartikel. Lizzy Ansingh voerde een jarenlange correspondentie met Plasschaert.
Vrouwelijke kunstenaars van eind 19e, begin 20e eeuw, hadden het niet makkelijk. Vrouwen uit de betere standen werden in die tijd niet geacht buitenshuis te werken of geld te verdienen. Eropuit trekken om landschappen te schilderen gold als ongepast. De leden van de Amsterdamse Joffers waren zodoende aangewezen op het atelier en zij muntten dan ook uit in onderwerpen die binnenshuis te vinden zijn: stillevens, portretten, interieurs en genrevoorstellingen. Charley Toorop (geboren in 1891) was in Nederland een van de eerste vrouwelijke kunstenaars die hiermee brak en zich waagde aan "mannelijke" onderwerpen.
De Joffers schilderden in een laat-impressionistische stijl en zij behoorden tot de Amsterdamse kunstkringen Arti et Amicitiae en Sint Lucas.
De Amsterdamse Joffers waren voor veel andere vrouwelijke kunstenaars een voorbeeld; niet alleen voor jongere tijdgenoten als Helena Elisabeth Goudeket (1910-1943) die door de Duitse bezetter werd vermoord in Sobibór, maar vooral voor kunstenaressen vanaf de jaren zeventig van de twintigste eeuw.
In 1947 vestigde het boek "De Amsterdamse Joffers" van Johan H. van Eikeren nogmaals de aandacht op deze groep kunstenaressen.

## Portretten van Amsterdamse Joffers

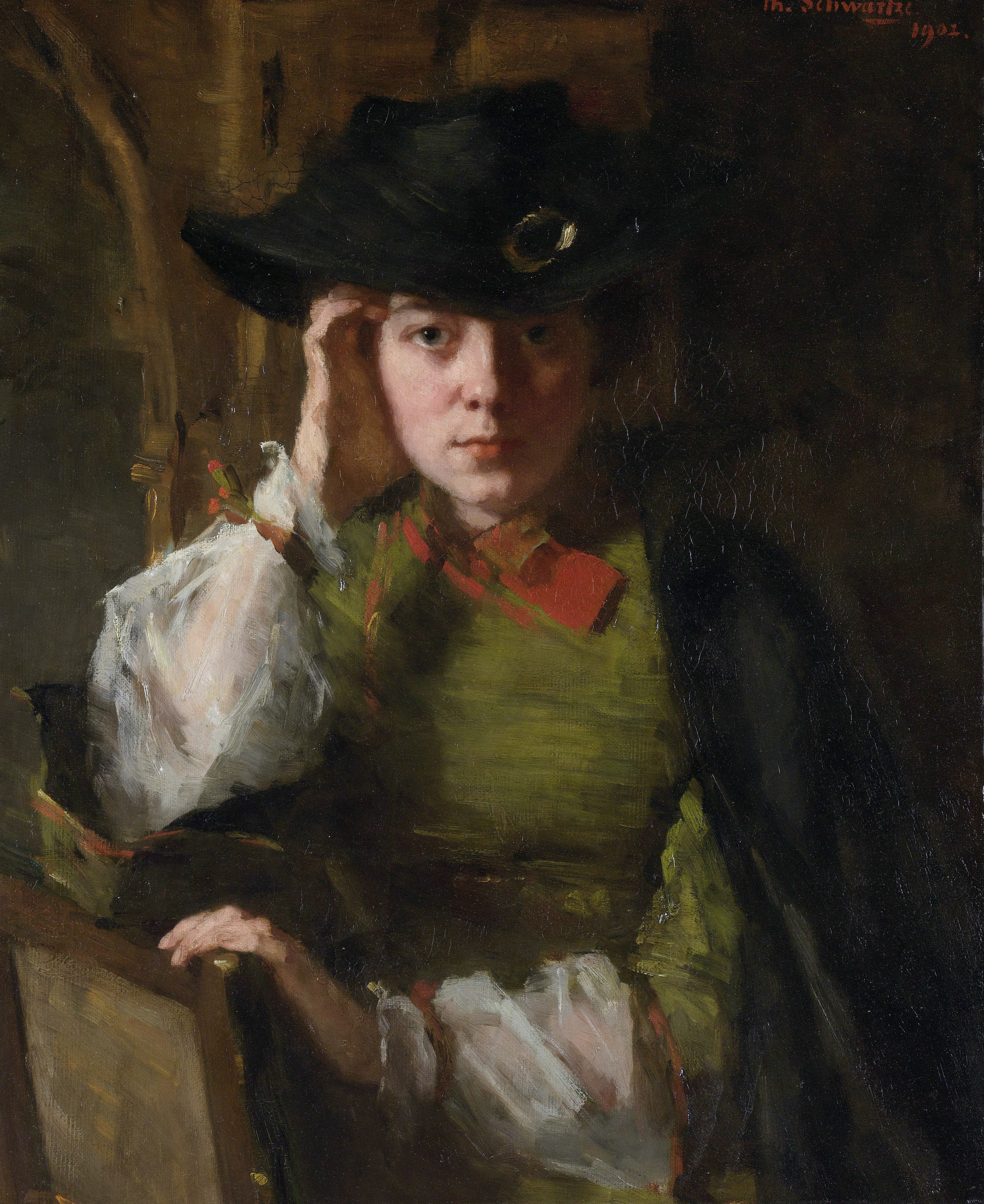
Lizzy Ansingh  (1902) geportretteerd door haar tante Thérèse Schwartze)
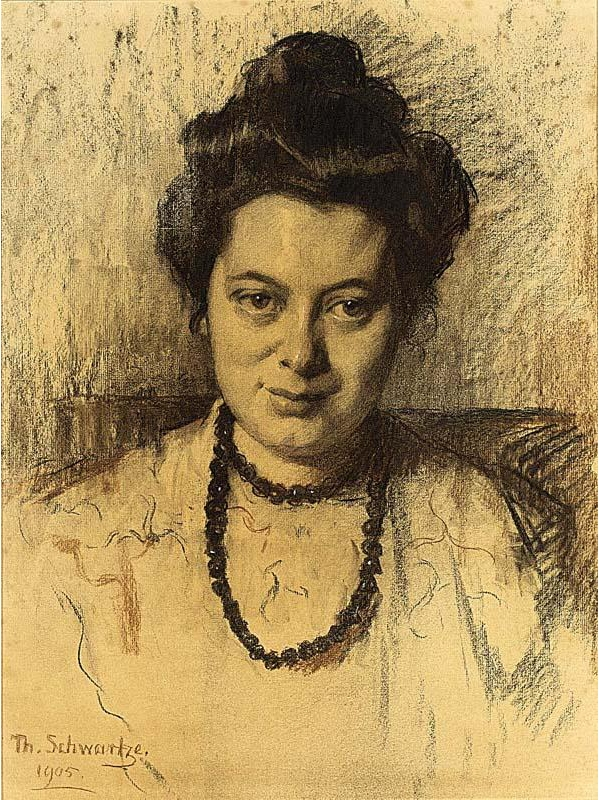
Nelly Bodenheim (1905) geportretteerd door Thérèse Schwartze
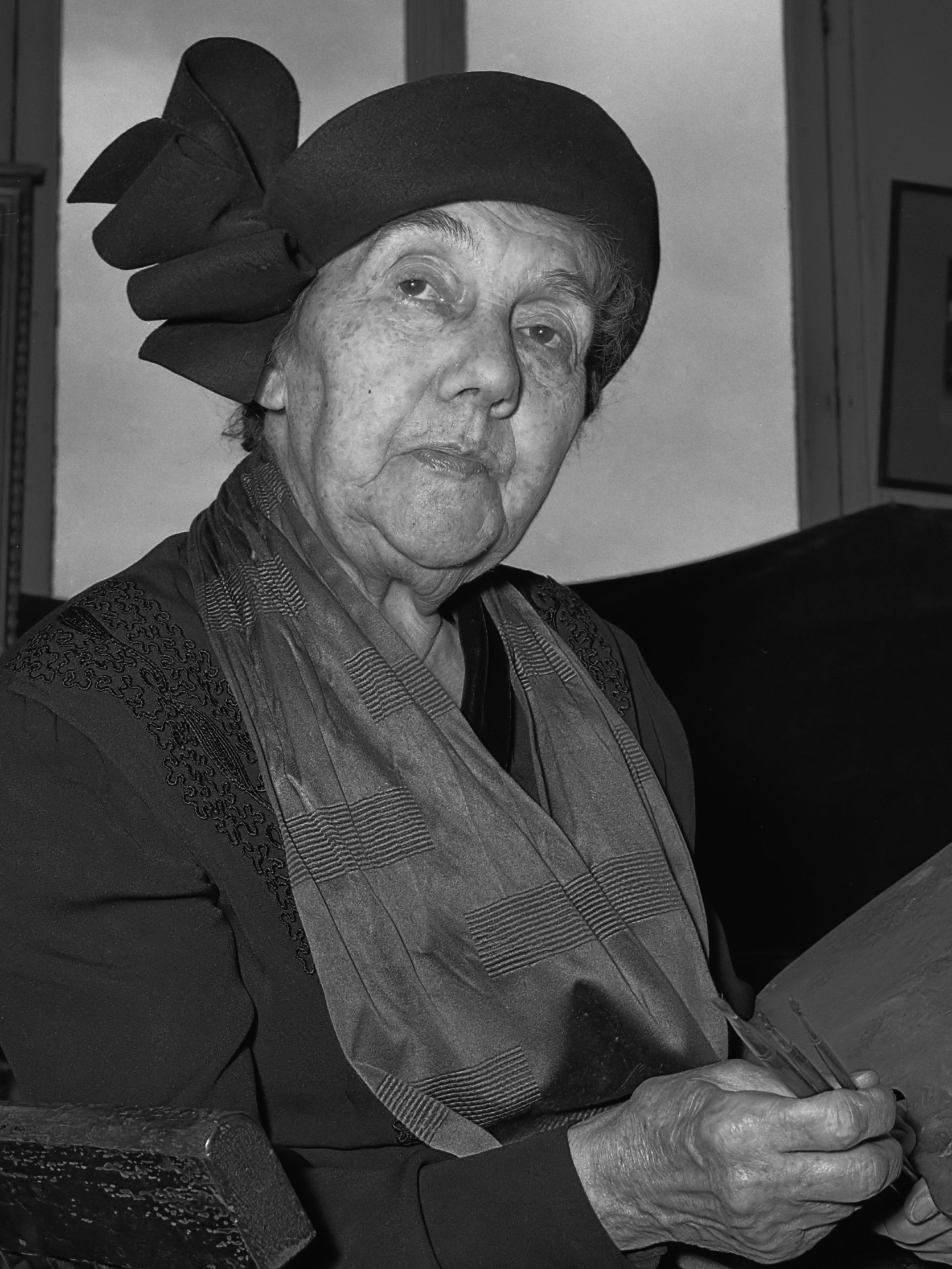
Coba Ritsema (1956)
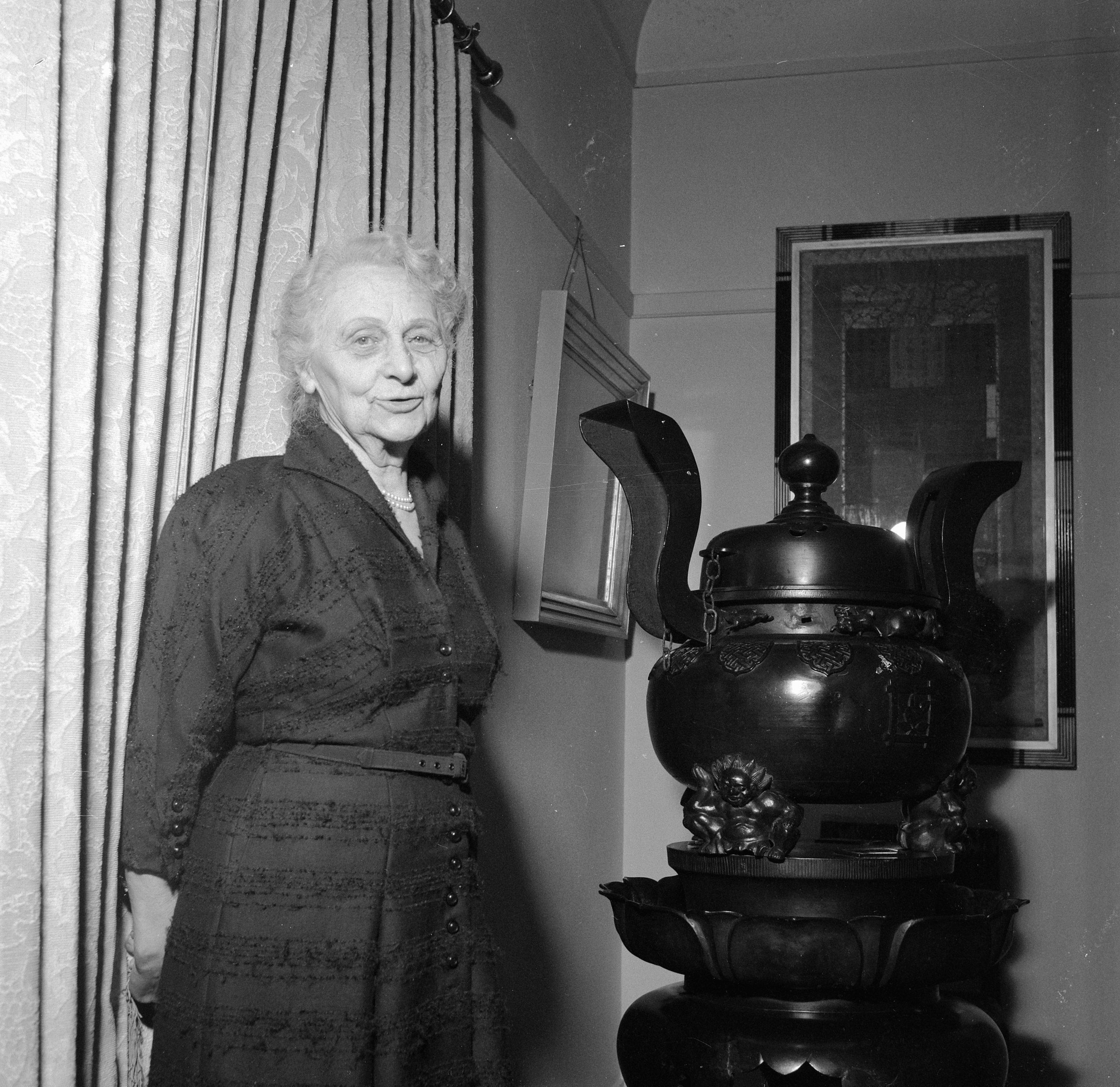
Jo Bauer-Stumpff (1958)
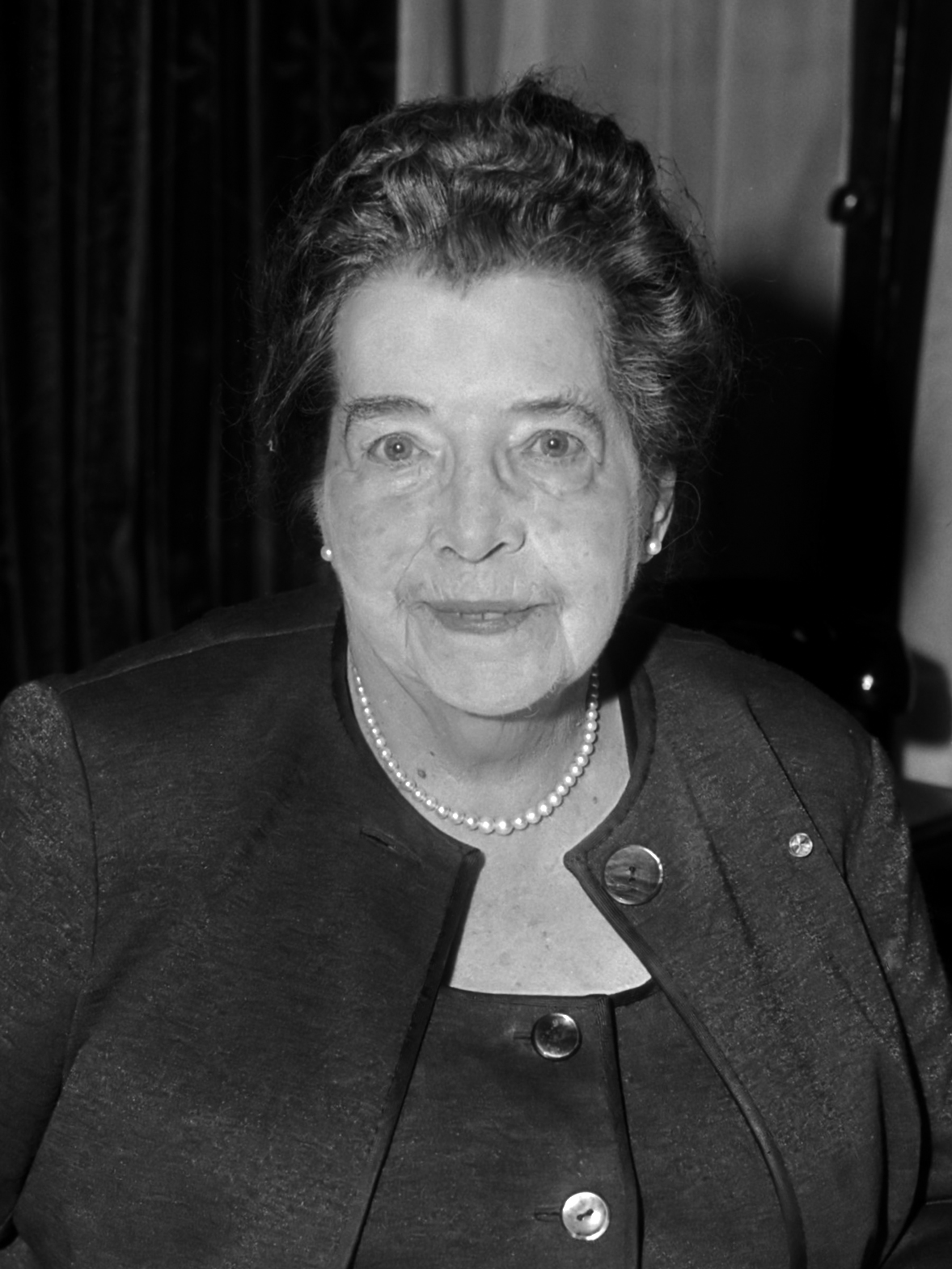
Betsy Westendorp-Osieck (1965)
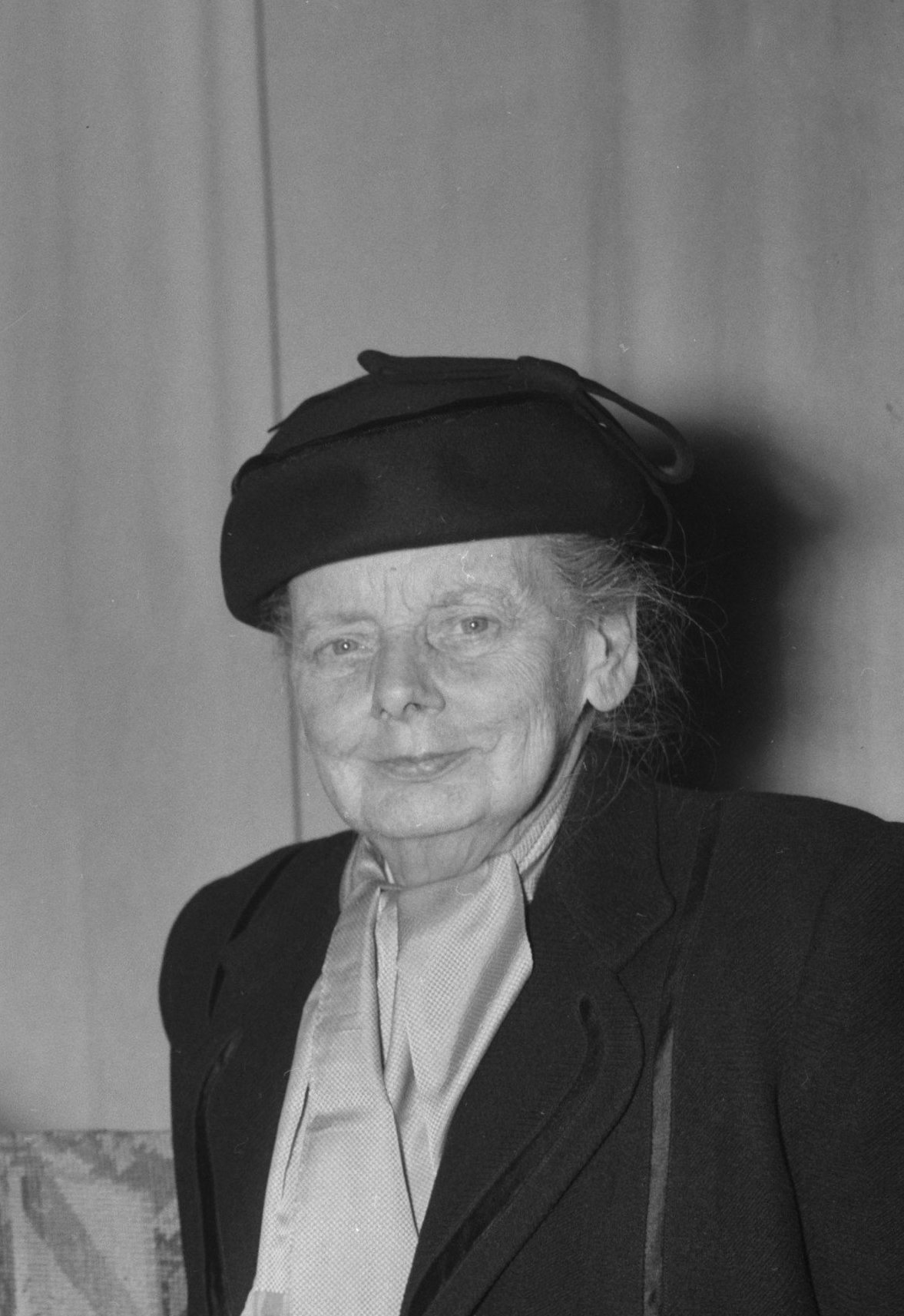
Jacoba Surie (1960)

## Voorbeelden van hun werk

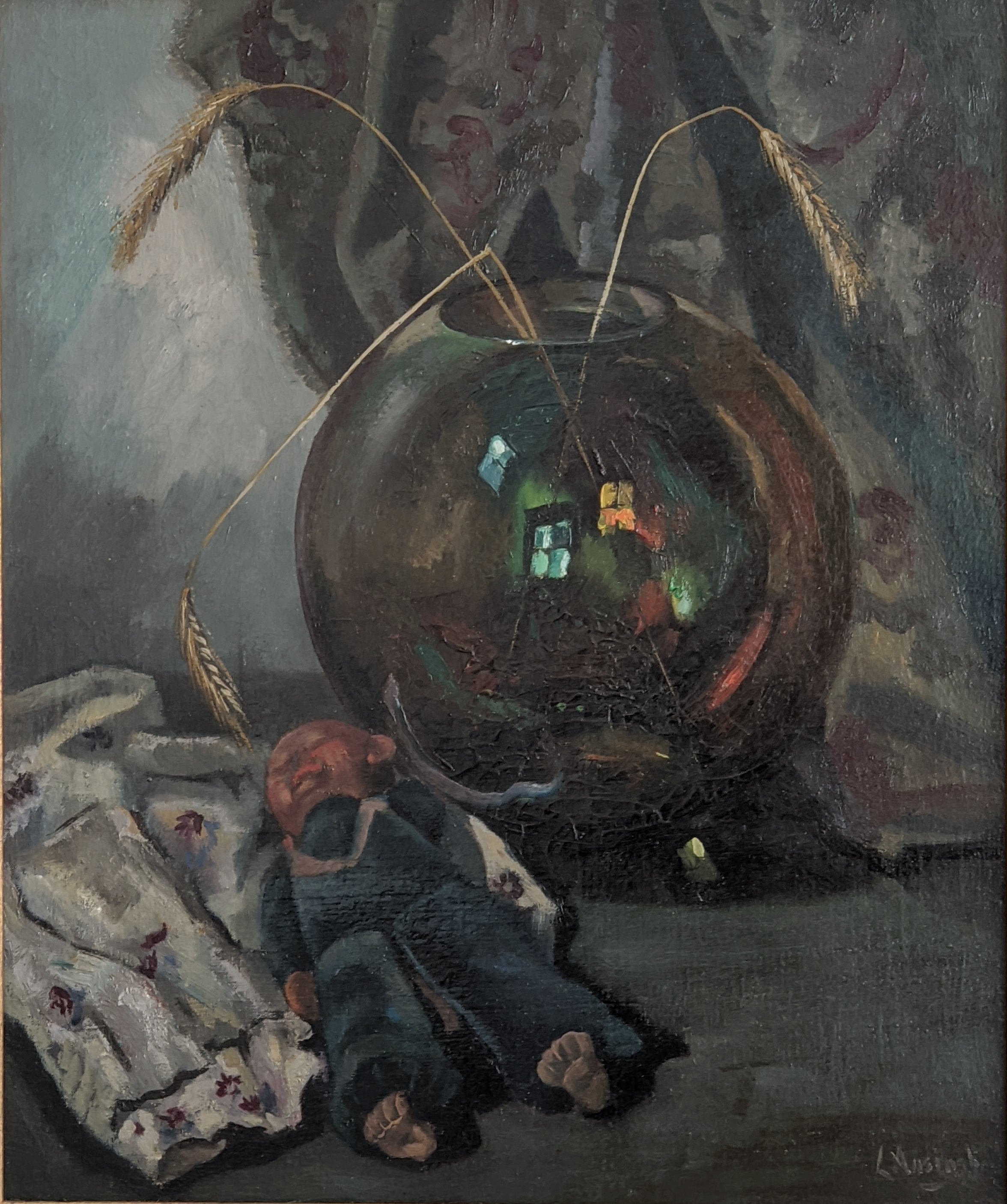
Lizzy Ansingh: vaas met pop
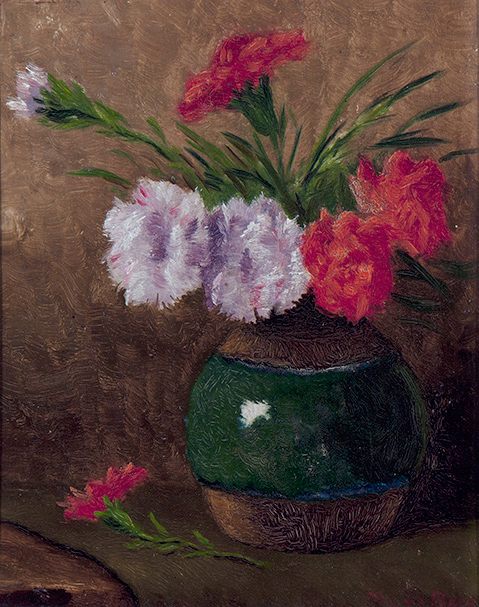
Ans van den Berg: Stilleven met anjers

## Wetenswaardigheden
- Door sommigen wordt ook Suze Robertson genoemd als Joffer omdat haar werk wel vergeleken wordt met dat van Coba Ritsema.[4] Zij hoorde echter tot een eerdere generatie.

Lizzy Ansingh · Jo Bauer-Stumpff · Ans van den Berg (kunstenares) · Nelly Bodenheim · Marie van Regteren Altena · Coba Ritsema · Jacoba Surie · Betsy Westendorp-Osieck